# Луцерат
Луцерат (њем. Lutzerath) општина је у њемачкој савезној држави Рајна-Палатинат. Једно је од 92 општинска средишта округа Кохем-Цел. Према процјени из 2010. у општини је живјело 1.475 становника. Посједује регионалну шифру (AGS) 7135057.

## Географски и демографски подаци
Луцерат се налази у савезној држави Рајна-Палатинат у округу Кохем-Цел. Општина се налази на надморској висини од 419 метара. Површина општине износи 23,7 km². У самом мјесту је, према процјени из 2010. године, живјело 1.475 становника. Просјечна густина становништва износи 62 становника/km².

## Међународна сарадња
| Мјесто | Држава    | Врста сарадње | Од    |
| ------ | --------- | ------------- | ----- |
|        | Француска | партнерство   | 1981. |
| Извор  |           |               |       |